# Hugh Gallacher
Hugh Kilpatrick Gallacher (ur. 2 lutego 1903 w Bellshill, zm. 11 czerwca 1957 w Gateshead) – szkocki piłkarz, grający na pozycji napastnika. W latach 1924–1935 występował w reprezentacji narodowej, w której w 20 spotkaniach strzelił 24 bramki.